# Cod ATC B01
Codul ATC B01 Antitrombotice este o parte a sistemului de clasificare anatomică, terapeutică și chimică a medicamentelor, un sistem dezvoltat de către Organizația Mondială a Sănătății (OMS) pentru clasificarea medicamentelor și a altor produse medicinale. Subgrupul B01 este o parte a grupului B Sânge și organe hematopoetice.
Codurile pentru preparatele de uz veterinar sunt create prin alipirea literei Q în fața codului ATC corespunzător produsului pentru uz uman; de exemplu, QB01. 

## B 01 A Produse antitrombotice

### B 01 AA Antagoniști ai vitaminei K
B 01 AA 01 Dicumarol
B 01 AA 02 Fenindionă
B 01 AA 03 Warfarină
B 01 AA 04 Fenprocumonă
B 01 AA 07 Acenocumarol
B 01 AA 08 Biscumacetat de etil
B 01 AA 09 Clorindionă
B 01 AA 10 Difenadionă
B 01 AA 11 Tioclomarol
B 01 AA 12 Fluindionă

### B 01 AB Grupulheparinei
B 01 AB 01 Heparină
B 01 AB 02 Antitrombină III
B 01 AB 04 Dalteparină
B 01 AB 05 Enoxaparină
B 01 AB 06 Nadroparină
B 01 AB 07 Parnaparină
B 01 AB 08 Reviparină
B 01 AB 09 Danaparoid
B 01 AB 10 Tinzaparină
B 01 AB 11 Sulodexid
B 01 AB 12 Bemiparină
B 01 AB 51 Heparină, combinații

### B 01 AC Antiagregante plachetare exclusiv heparina
B 01 AC 01 Ditazol
B 01 AC 02 Cloricromen
B 01 AC 03 Picotamidă
B 01 AC 04 Clopidogrel
B 01 AC 05 Ticlopidină
B 01 AC 06 Acid acetilsalicilic (Aspirină)
B 01 AC 07 Dipiridamol
B 01 AC 08 Carbasalat calcic
B 01 AC 09 Epoprostenol
B 01 AC 10 Indobufen
B 01 AC 11 Iloprost
B 01 AC 13 Abciximab
B 01 AC 15 Aloxiprină
B 01 AC 16 Eptifibatidă
B 01 AC 17 Tirofiban
B 01 AC 18 Triflusal
B 01 AC 19 Beraprost
B 01 AC 21 Treprostinil
B 01 AC 22 Prasugrel
B 01 AC 23 Cilostazol
B 01 AC 24 Ticagrelor
B 01 AC 25 Cangrelor
B 01 AC 26 Vorapaxar
B 01 AC 27 Selexipag
B 01 AC 30 Combinații
B 01 AC 56 Acid acetilsalicilic, combinații

### B 01 AD Enzime
B 01 AD 01 Streptokinază
B 01 AD 02 Alteplază
B 01 AD 03 Anistreplază
B 01 AD 04 Urokinază
B 01 AD 05 Fibrinolizină
B 01 AD 06 Brinază
B 01 AD 07 Reteplază
B 01 AD 08 Saruplază
B 01 AD 09 Ancrod
B 01 AD 10 Drotrecogin alfa
B 01 AD 11 Tenecteplază
B 01 AD 12 Proteina C

### B 01 AE Inhibitori direcți de trombină
B 01 AE 01 Desirudină
B 01 AE 02 Lepirudină
B 01 AE 03 Argatroban
B 01 AE 04 Melagatran
B 01 AE 05 Ximelagatran
B 01 AE 06 Bivalirudină
B 01 AE 07 Dabigatran etexilat

### B 01 AF Inhibitori direcți de factor Xa
B 01 AF 01 Rivaroxaban
B 01 AF 02 Apixaban
B 01 AF 03 Edoxaban
B 01 AF 04 Betrixaban

### B 01 AX Alte antitrombotice
B 01 AX 01 Defibrotid
B 01 AX 04 Dermatan sulfat
B 01 AX 05 Fondaparinux
B 01 AX 07 Caplacizumab